# Brașov
Brașov (pron. in rumeno: [braˈʃov] ; in ungherese Brassó, in tedesco Kronstadt, in latino Corona) è un municipio della Romania di 237 589 abitanti, capoluogo dell'omonimo distretto. Nel 2007 è stata istituita la zona metropolitana di Brașov che comprende oltre alla città anche 12 comuni limitrofi. Nel distretto di Brașov, tra i comuni più vicini al comune di Brașov vi è quello di Bran, dove è situato il Castello di Dracula.

## Etimologia
I primi documenti che citano la città, con il nome latino di Corona, risalgono al XIII secolo. Gli attuali nomi rumeno e ungherese derivano probabilmente dall'antica parola turca barasu, che significa "fortezza", o dalla parola turca boro-sug, ossia "acqua grigia", nome assunto da una cittadella chiamata Brassovia ubicata sulla collina di Tâmpa, sul lato meridionale della città.
Lo stemma della città trae invece origine dal nome medievale latino Corona e da quello tedesco Kronstadt (città della corona); comunque nel Medioevo venivano usati tutti e tre i nomi per designare la città. Tra il 1950 ed il 1960, durante il regime comunista, la città assunse il nome Orașul Stalin (Città di Stalin), in onore del leader sovietico.

## Storia
Le più antiche vestigia di insediamenti umani nell'area di Brașov risalgono al Neolitico. Scavi archeologici in diverse aree della città hanno portato al rinvenimento di reperti dell'età del bronzo, di cittadelle di epoca dacia e costruzioni di epoca romana. Nei periodi successivi la popolazione dell'epoca fu pressoché interamente bulgara; sono stati trovati reperti archeologici del periodo tra il II e l'VIII secolo, in particolare monete, anelli, strumenti in metallo e stoviglie. Gran parte dello sviluppo di Brașov fu merito dei sassoni che vennero chiamati dal re Géza II in diverse riprese tra il 1141 ed il 1162 per fondare città, avviare miniere e coltivare la terra in Transilvania. I tedeschi divennero il fulcro della difesa dei confini meridionali del Regno d'Ungheria sotto il re Andrea II.
I tedeschi che vivevano a Brașov erano soprattutto artigiani e commercianti i quali riuscirono a sfruttare la favorevole posizione della città, all'incrocio delle principali vie di comunicazione tra l'Impero ottomano e l'Europa occidentale, e anche qualche agevolazione fiscale dai re d'Ungheria, ottenendo un consistente arricchimento economico e una forte influenza politica. Questo portò anche a uno sviluppo dell'architettura cittadina. Ma poiché la città era esposta alle incursioni punitive di Vlad Țepeș e dei tartari, vennero costruite importanti fortificazioni, continuamente ampliate e potenziate con diverse torri, ognuna delle quali era curata e sorvegliata da una delle congregazioni di artigiani. Attualmente rimangono due porte della città (Porta Ecaterinei e Porta Șchei), mentre le fortificazioni sono in fase di restauro e recupero grazie ai fondi dell'UNESCO. Il più antico palazzo della città è la Chiesa di San Bartolomeo. Dell'epoca rimangono inoltre l'antico palazzo municipale con annessa piazza, su cui si affaccia uno degli edifici più antichi della città, la Hirscher Haus, fatta costruire da una ricca famiglia di mercanti. Nelle vicinanze si erge inoltre la chiesa evangelica "Chiesa Nera" (Biserica Neagră), che secondo alcuni studiosi è la più grande chiesa gotica dell'Europa orientale.

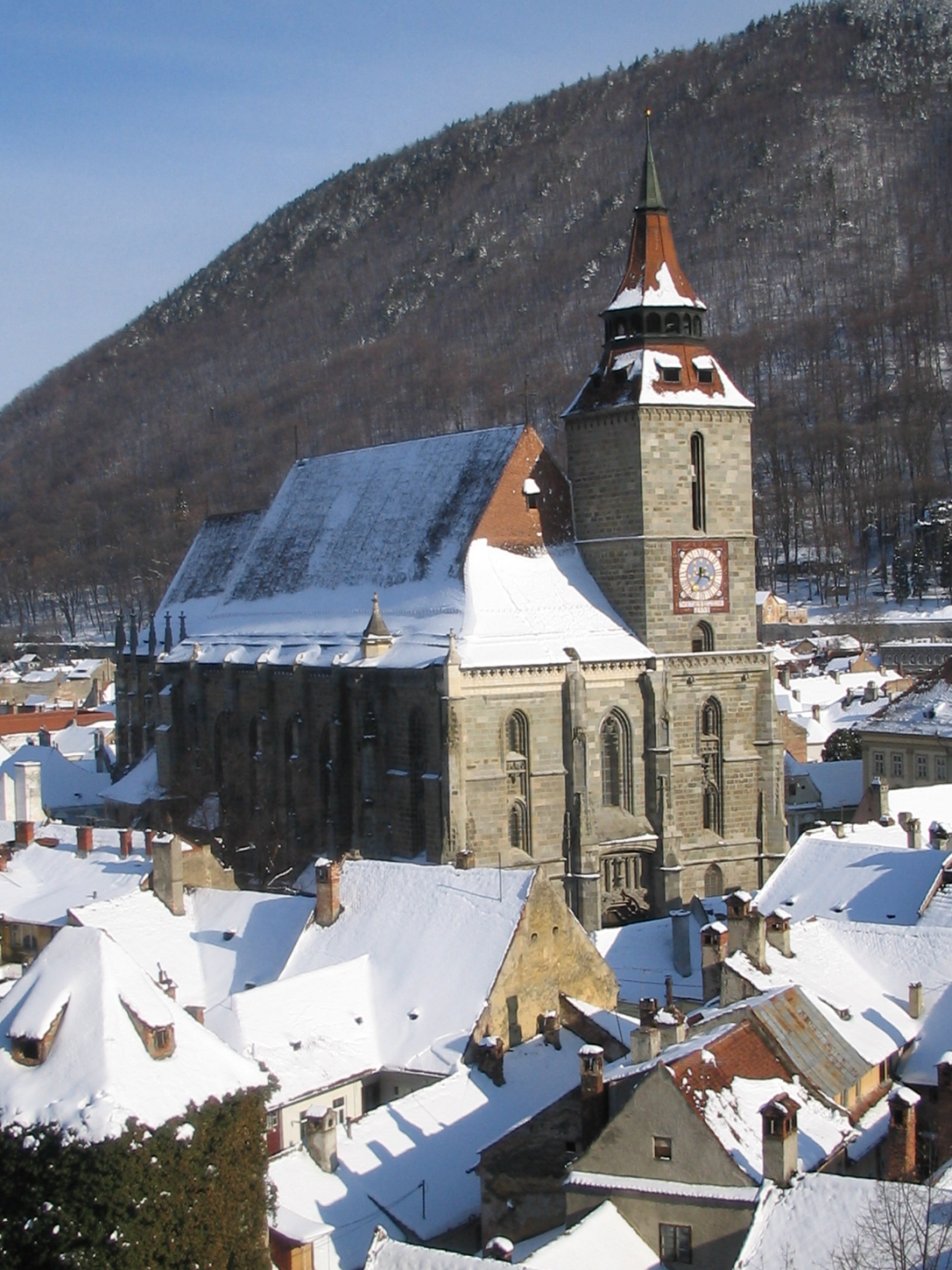
La Chiesa Nera.

La presenza dei sassoni di Transilvania e il dominio ungherese privarono per molto tempo i cittadini romeni di molti diritti politici e civili, costringendoli a vivere fuori delle mura della città e a dedicarsi ad attività agricole, riuscendo comunque a raggiungere un benessere economico tale da consentire loro di riguadagnare una certa influenza e ristabilire in parte la loro cultura, anche grazie all'avvio della prima tipografia della Transilvania (1558) ed alla successiva apertura di una biblioteca. Brașov fu la sede più importante dell'avvio del protestantesimo in Transilvania, grazie all'umanista Johannes Honterus che fondò qui la scuola protestante che attirava giovani studiosi da tutta la Transilvania. I sassoni tradussero parti della Bibbia anche in romeno ma la chiesa ortodossa fece una forte opposizione dichiarandoli eretici.
Nel 1689 la città non volle sottomettersi alle forze austriache. Per punirla il generale Caraffa ordinò d'incendiare la città, furono distrutti molti palazzi e la grande chiesa gotica divenne Nera. Nel 1848 la città sarà uno dei centri della rivoluzione antiasburgica in Transilvania.
Tra il XVII ed il XIX secolo, i romeni di Transilvania lottarono per ottenere maggiori diritti, con l'appoggio di quelli delle zone vicine e dalla comunità locale di mercanti greci; i diritti di cittadinanza vennero concessi per un breve periodo negli primi decenni del XIX secolo da Giuseppe II d'Asburgo-Lorena, della quale Transilvania faceva parte. Grazie anche all'appoggio della Chiesa ortodossa, nel 1838 a Brașov avvennero due importanti fatti per la cultura romena: la nascita del primo giornale in lingua rumena, la Gazeta Transilvaniei, e del primo istituto di istruzione superiore, le Școlile Centrale Greco-Ortodoxe (Scuole Centrali Greco-Ortodosse).

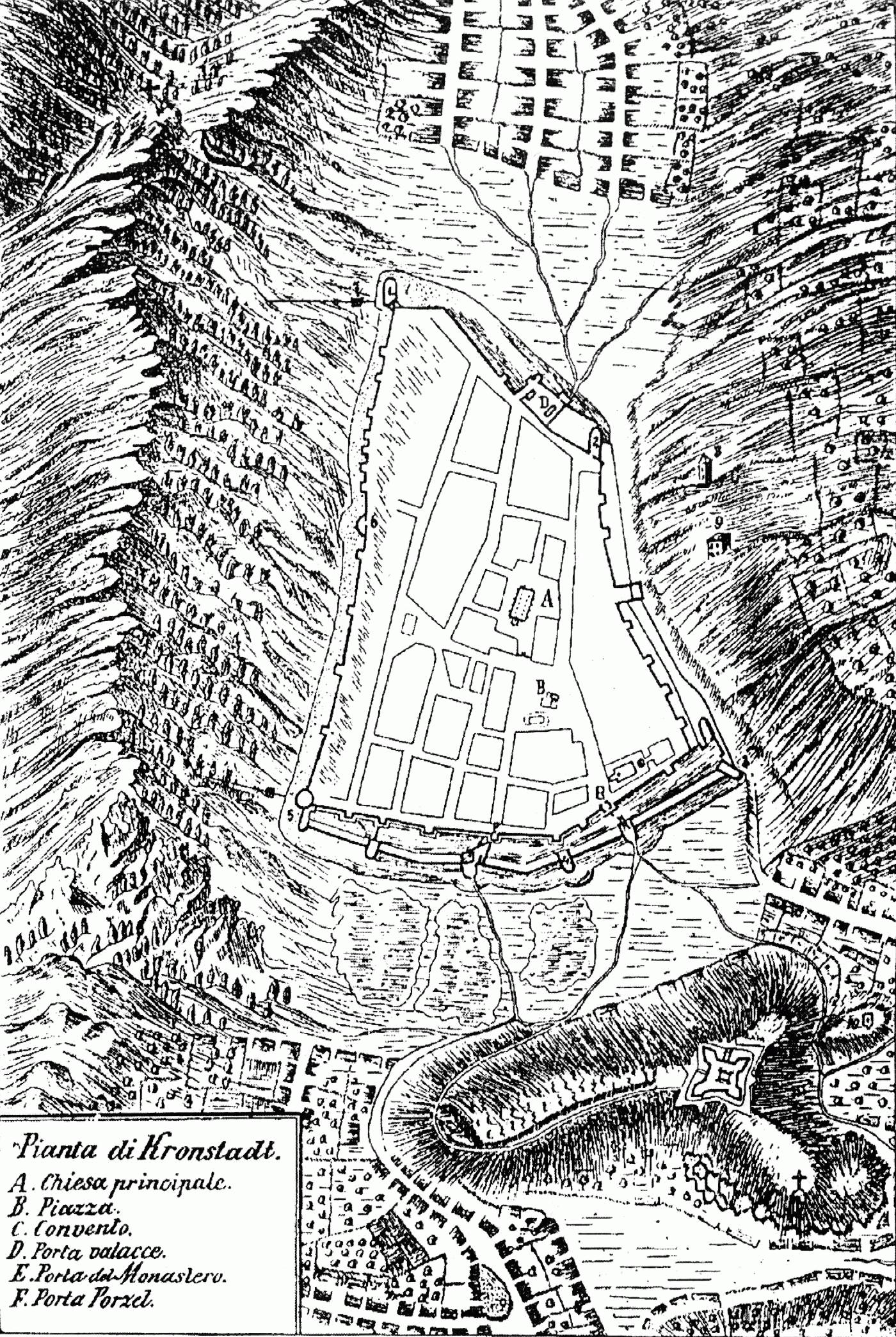
Mappa di Brașov di Giovanni Morando Visconti (1699)

Nel 1850 la popolazione era composta per il circa 40,8% da tedeschi, 40% da romeni e 13,4% da ungheresi. In seguito alla magiarizzazione, nei primi del XX secolo gli ungheresi costituivano la maggioranza: nel 1910 erano infatti il 43,4% della popolazione della città, contro il 28,7% di romeni e il 26,4% di tedeschi. Nel 1918, dopo la prima guerra mondiale, quando la Transilvania venne unita al resto della Romania, la comunità tedesca dichiarò fedeltà alla Romania, ma dopo la seconda guerra mondiale e l'avvento del regime comunista, molti furono obbligati a emigrare verso la Germania ed altri vennero deportati nell'Unione sovietica.
Comunque l'attuale ristrutturazione di Brașov lo fecero sempre gli stessi emigrati sassoni o i loro discendenti.

A partire dal 1807, Brașov ebbe anche una comunità ebraica, che raggiunse il numero di circa 4 000 persone nel 1940; gran parte di essa emigrò verso Israele dopo la Seconda guerra mondiale ed oggi la comunità conta circa 130 persone. Ci sono due sinagoghe, una ortodossa ed una neologa. In città rimane inoltre, come del resto in buona parte della Transilvania, una consistente comunità ungherese. Durante il regime comunista, il forte sviluppo industriale imposto dal governo centrale portò a pericolose tensioni sociali, sfociate nel 1987 in un lungo sciopero anticomunista, violentemente represso nel sangue dalle autorità, con l'arresto di numerosi operai.
Il territorio della provincia di Brasov comprende l'area del castello di Bran, probabilmente il più celebre della leggenda di Vlad III, distante circa una trentina di chilometri a sud del capoluogo.

### Dati sull'andamento demografico
Nel 1850 la città aveva 21 782 abitanti, composta principalmente da 8 874 tedeschi, 8 727 romeni, 2 939 ungheresi, 780 zingari e 67 ebrei. Nel 1910 la città aveva 41 056 abitanti, tra cui 17 831 (43,43%) Ungheresi, 11 786 (28,71%) Rumeni, 10 841 (26,41%) Sassoni Dopo il Trattato di Trianon, la popolazione non rumena si riduce. Oggi gli Ungheresi rappresentano il 10% e i Sassoni non raggiungono i 1 000 abitanti In particolare i dati del 2002 indicano che 258 042 cittadini si sono dichiarati Romeni, 23 176 Ungheresi, 560 Ucraini, 1 717 Tedeschi, 103 Lipovani, 640 Turchi, 14 Tartari, 120 Serbi, 40 Slovacchi, 130 Bulgari, 60 Croati, 710 Greci, 120 Ebrei, 130 Cechi, 240 Polacchi, 830 Italiani, 60 Cinesi, 130 Armeni, 280 Csángó, 2 270 di altre etnie.

## Economia

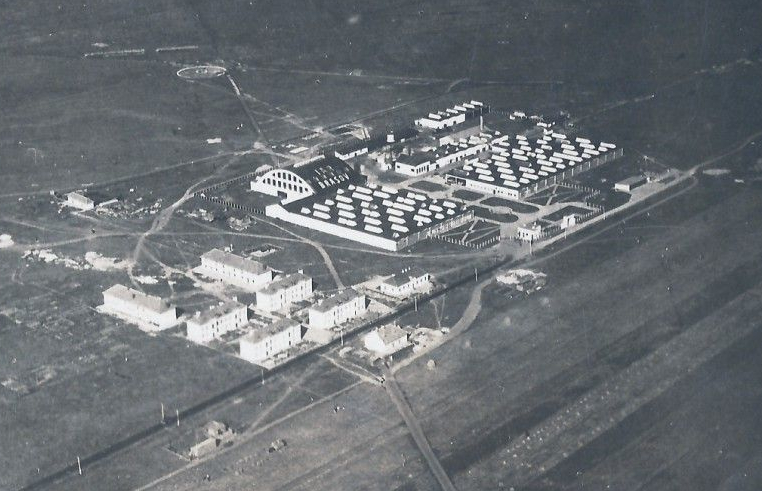
La IAR Brașov nel 1940

Lo sviluppo industriale di Brașov iniziò nel periodo interbellico, quando venne avviata la Industria Aeronautică Română (IAR), una grande industria aeronautica, che costruì i primi aerei rumeni da combattimento, usati nella Seconda guerra mondiale contro l'Unione sovietica; dopo l'avvento del regime comunista, la fabbrica venne riconvertita alla produzione di macchinari agricoli con il nome Uzina Tractorul Brașov, UTB Universal, mentre in tempi più recenti vennero sviluppati e prodotti aerei specializzati per uso agricolo.
Il regime comunista accelerò molto lo sviluppo industriale, in particolare dell'industria pesante, il che attirò numerosi lavoratori dalle zone circostanti. Sebbene l'attività industriale abbia avuto un non trascurabile declino negli ultimi anni, l'area rimane fortemente industrializzata, con aziende del settore meccanico (macchine agricole, trasmissioni idrauliche, cuscinetti a sfere, componenti per autoveicoli, elicotteri), oltre che farmaceutico (con la recente costruzione di uno stabilimento della multinazionale GlaxoSmithKline), dei mobili e tessile. A Brașov hanno inoltre sede la Poiana, una delle più note industrie del cioccolato del paese, ed una grande birreria.
Una storia a parte è quella della Nivea: nel periodo tra le due guerre l'importatore rumeno della Beiersdorf aveva installato a Brașov uno stabilimento per produrre cosmetici con tale marchio; dopo la fine della guerra e l'avvento del regime comunista, il direttore fu torturato e deportato e lo stabilimento venne confiscato, ma continuò a produrre cosmetici a marchio Nivea che venivano venduti in tutta l'Europa dell'Est. Soltanto nel 1995 dopo un contenzioso in tribunale questa anomalia si è chiusa con la cessazione dell'uso del marchio e la restituzione dello stabilimento alla casa tedesca che continua a produrre

## Infrastrutture e trasporti
La città di Brașov è sede di un importante nodo ferroviario caratterizzato dal 1965 dalle prime sperimentazioni per la Romania di elettrificazione. Nel 2004 è iniziata la costruzione dell'autostrada A3 Bucarest-Budapest.
Un caso a parte è quello dei collegamenti aerei: la IAR Brașov disponeva di un proprio aeroporto che però, con la riconversione avvenuta dopo la seconda guerra mondiale, venne distrutto e sull'area venne costruita la stazione ferroviaria, al centro della quale rimane la vecchia torre di controllo, unica parte non distrutta all'epoca. Un nuovo aeroporto internazionale è stato ostruito nella vicina Ghimbav, con una pista di 2800 m ed un terminal studiato per 1 milione di passeggeri all'anno; l'apertura, inizialmente prevista per il luglio 2007, è avvenuta il 15 giugno 2023.

## Risorse naturali per il turismo
Poiché la regione di Brașov è prevalentemente montuosa, i turisti che vengono a Brașov possono praticare tutte le attività sportive invernali. 
I principali massicci montuosi del municipio con infrastrutture, intrattenimenti ed adatte allo sci:
- Massiccio Piatra Mare con sentieri molto facili offre tante belle località turistiche naturali e la possibilità di praticare lo sport del parapendio.
- Monti Bucegi, Parco nazionale con splendidi ghiacciai con dei rifugi in vetta e la possibilità di praticare trekking, sci alpino, sci fondo e snowboard.
- Massiccio Piatra Craiului, Parco Nazionale, unico del suo genere nei Carpazi Rumeni avendo la catena montuosa di 25 chilometri di lunghezza. Qui si possono trovare alcune specie di flora e fauna autoctona. Si possono trovare rifugi e moderne infrastrutture nelle zone limitrofe.
- Montagne Ciucaș (Munții Ciucaș) a breve Parco Nazionale, questa zona ha poche infrastrutture turistiche ma offre una vasta scelta di agriturismo nelle città situate ai piedi della montagna.
- Montagne Perșani (Munții Perșani) sono più bassi rispetto ai massicci menzionati sopra, ma avendo tante attrazioni turistiche nella parte nord-ovest del comune con tante aree protette, monumenti storici, culturali architettonicamente interessanti.
- Montagne Făgăraș (Munții Făgăraș) sono i più alti e più spettacolari monti della Romania.

## Amministrazione

### Gemellaggi
- Musashino
- Rishon LeZion
- Tampere
- Győr
- Trikala
- Venaria Reale
- Cleveland

## Sport

### Calcio
La squadra principale della città è il Fotbal Club Brașov.

## Galleria d'immagini

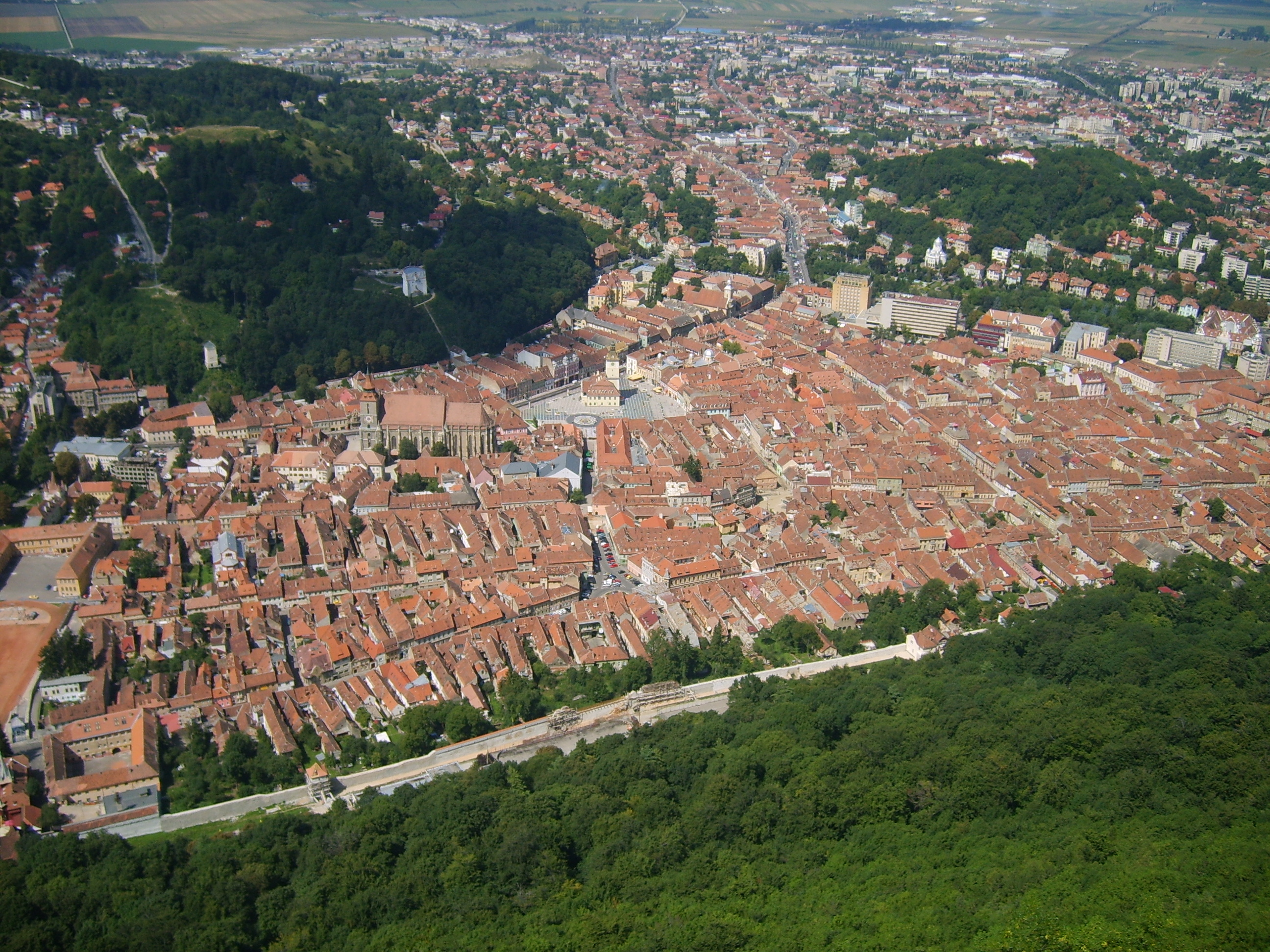
Panorama
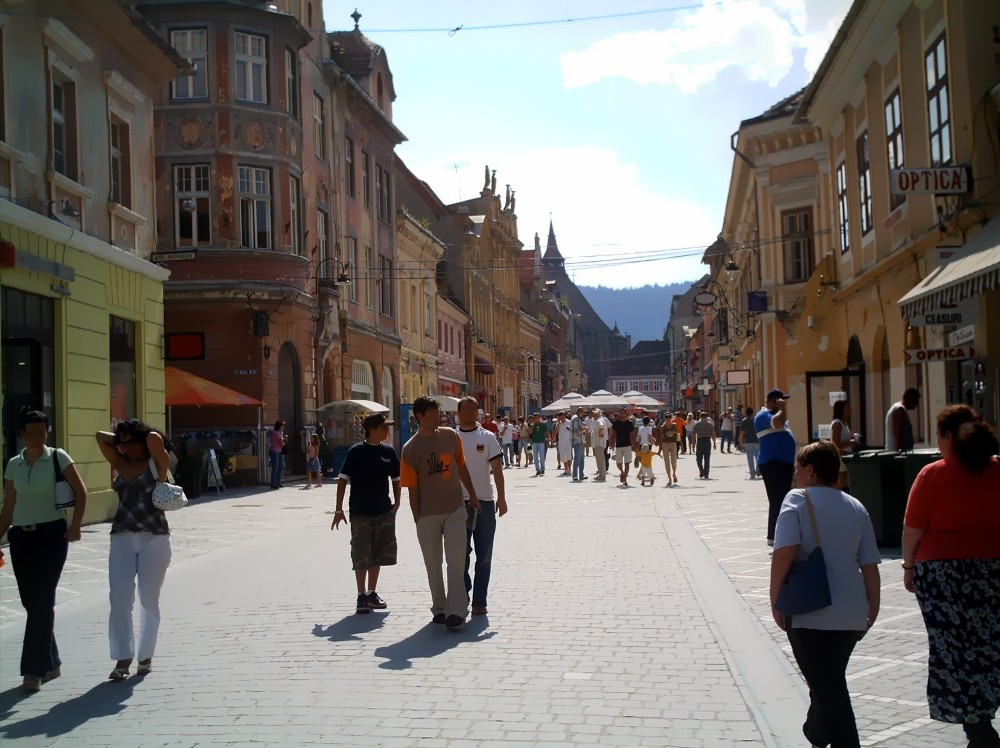
Il centro storico
La prefettura
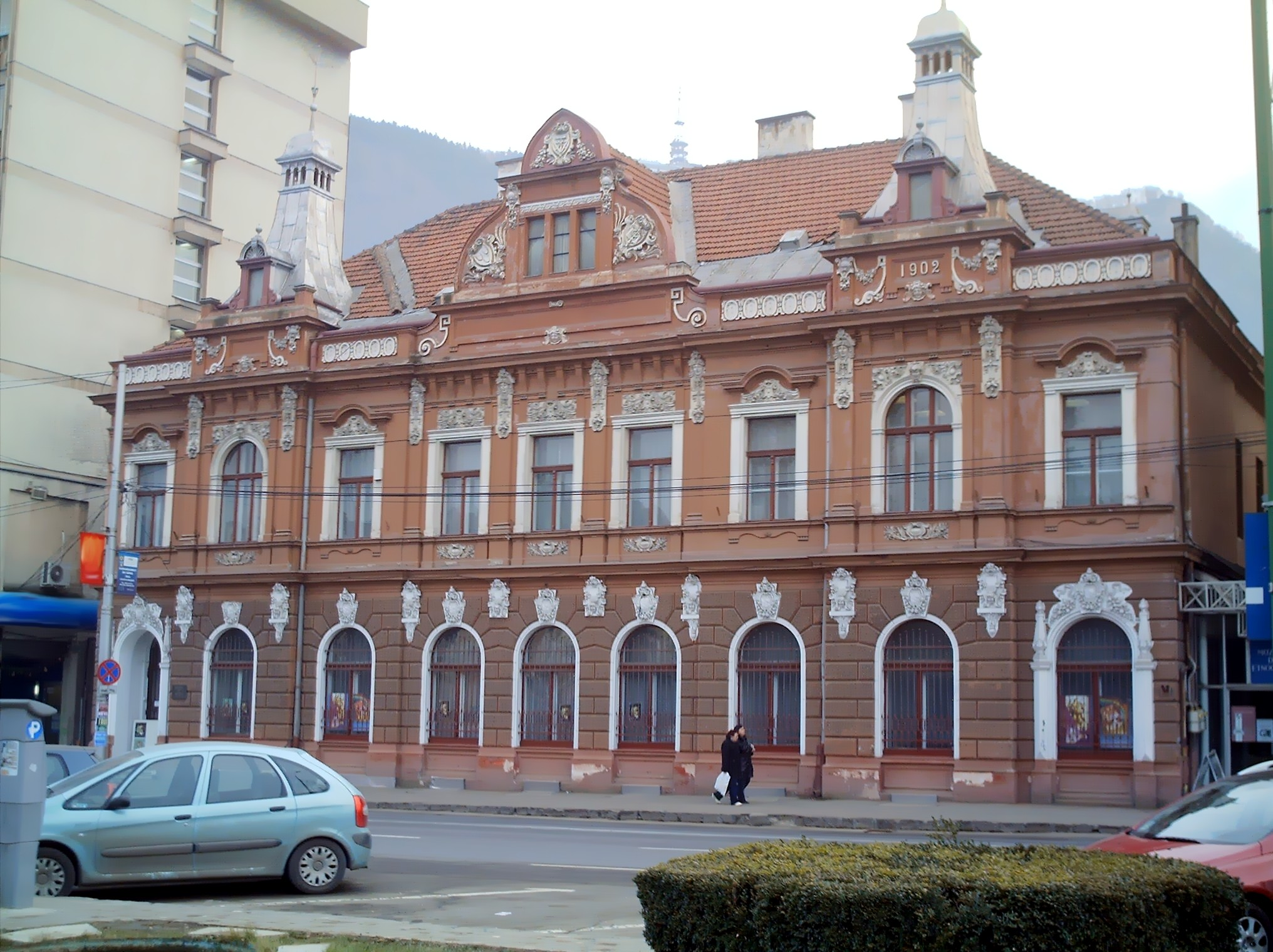
Il Museo di Belle Arti
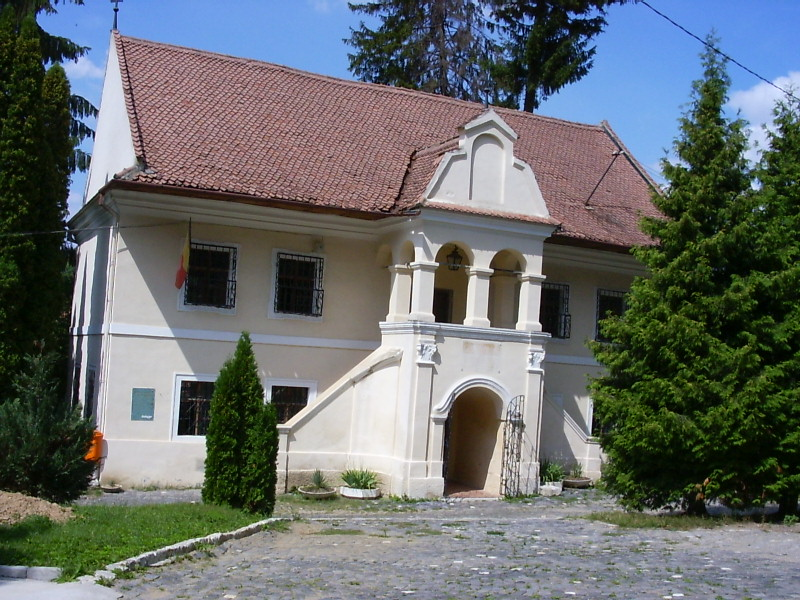
Le Școlile Centrale Greco-Ortodoxe
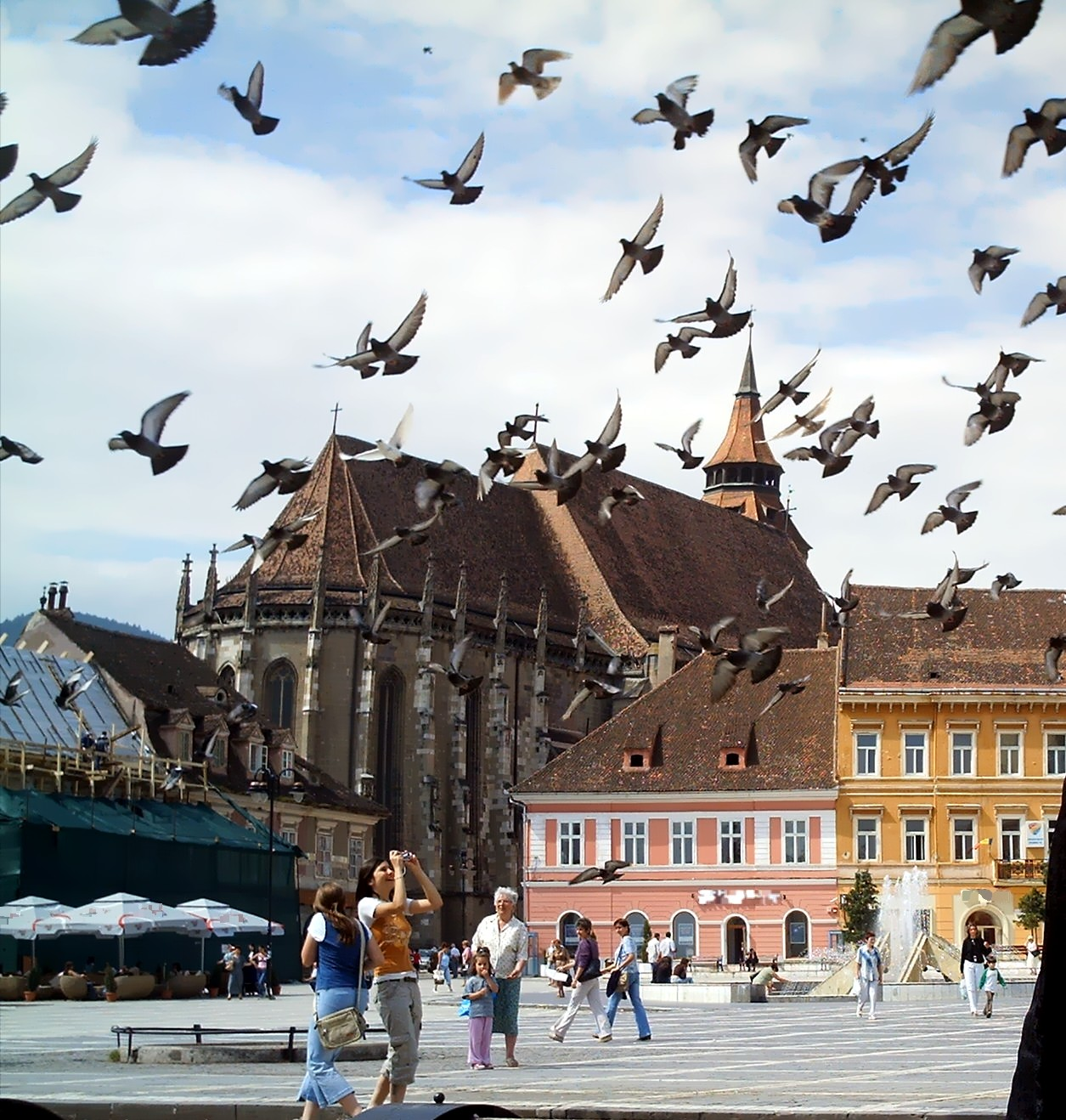
La "Chiesa Nera"
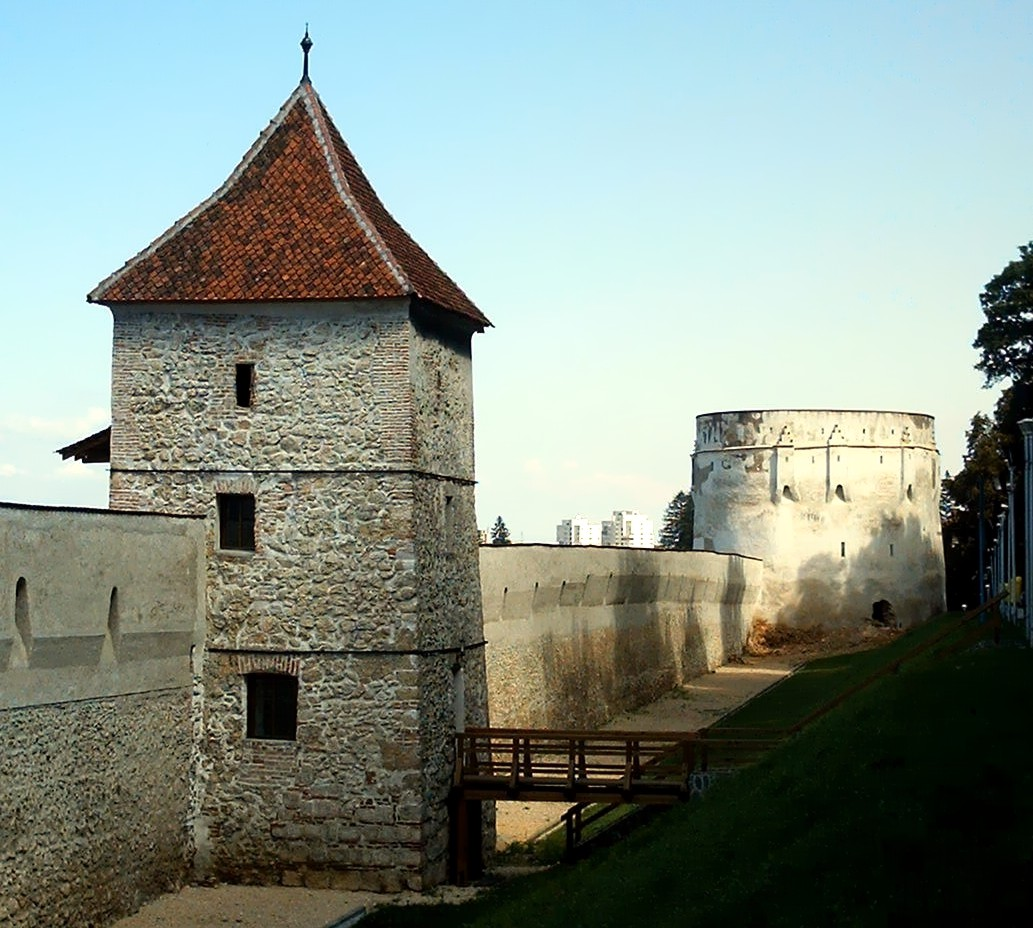
Le fortificazioni
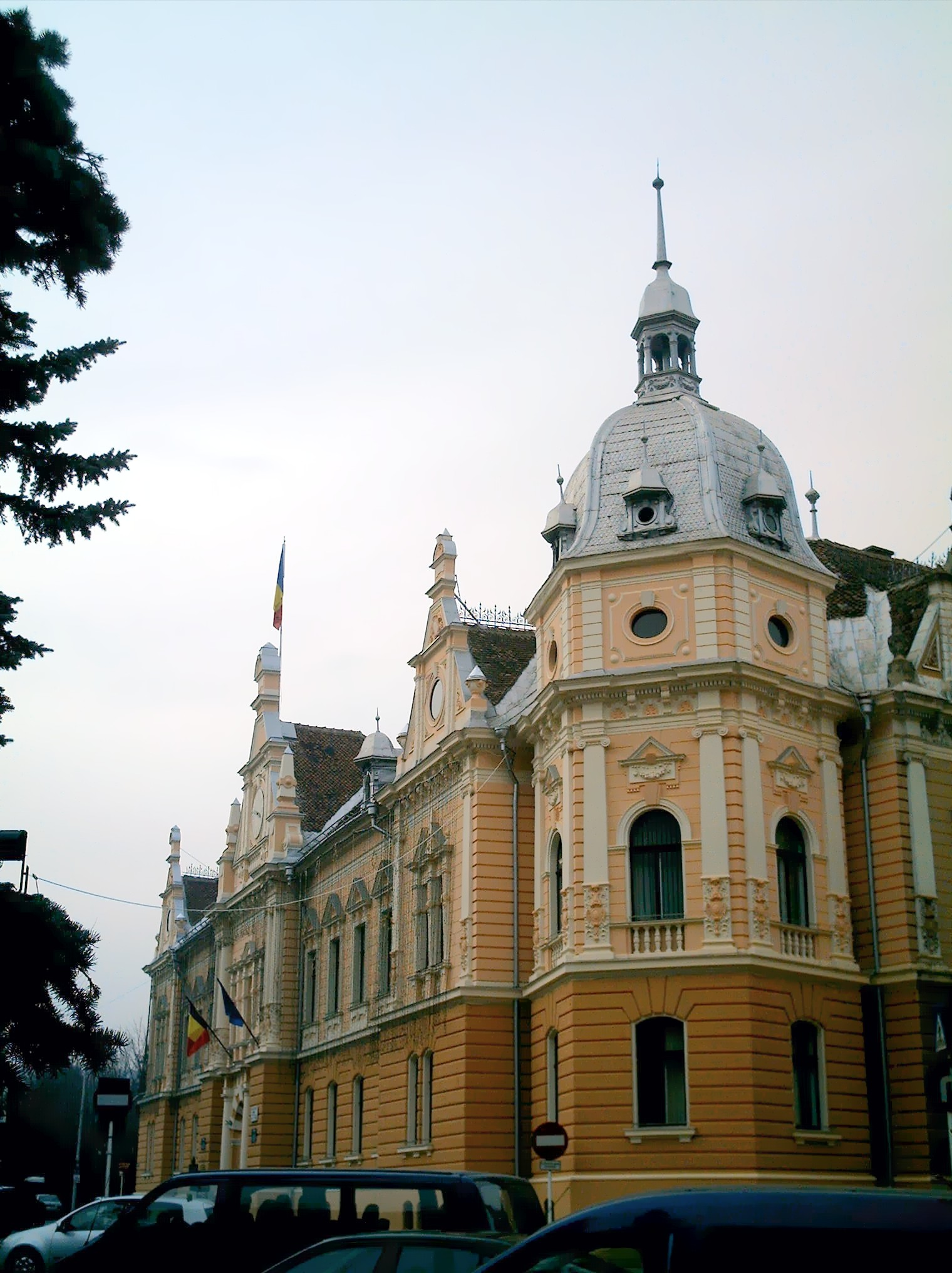
Palazzo delle finanze
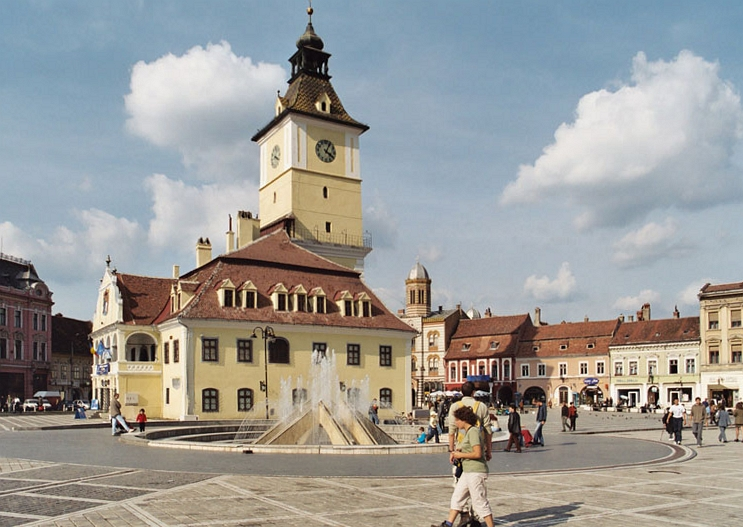
Piața Sfatului
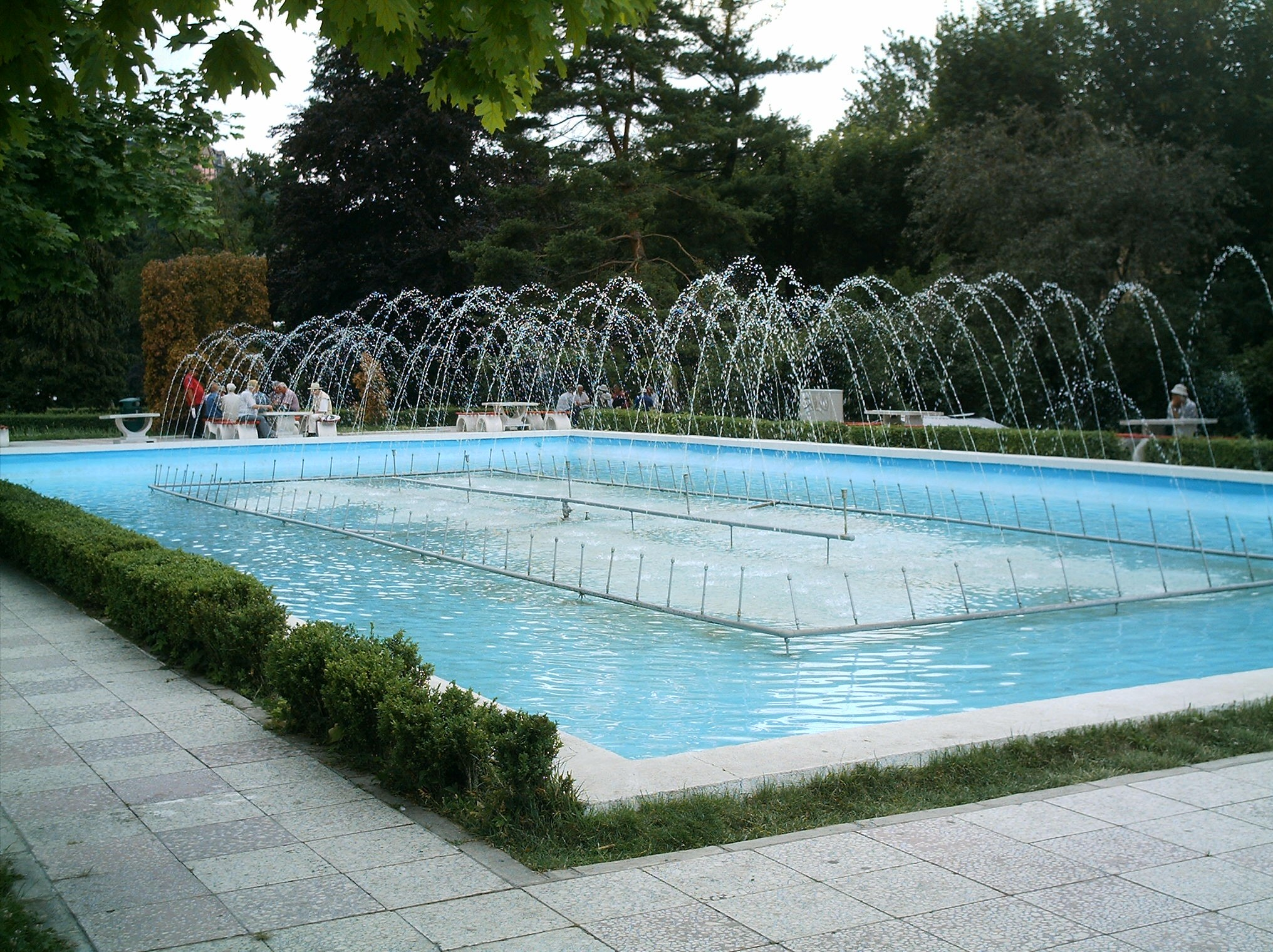
Fontana nel centro
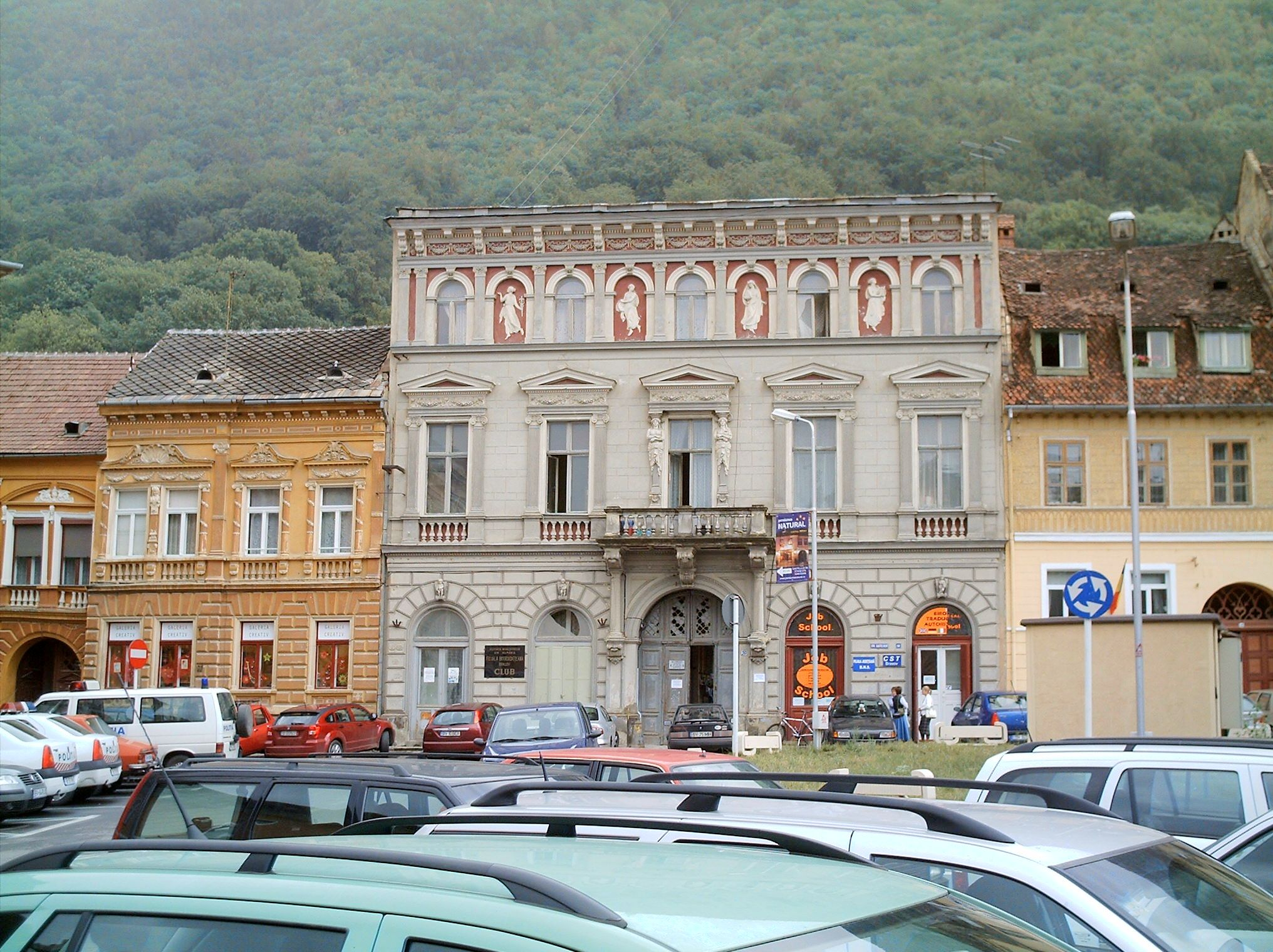
L'Hotel Continental
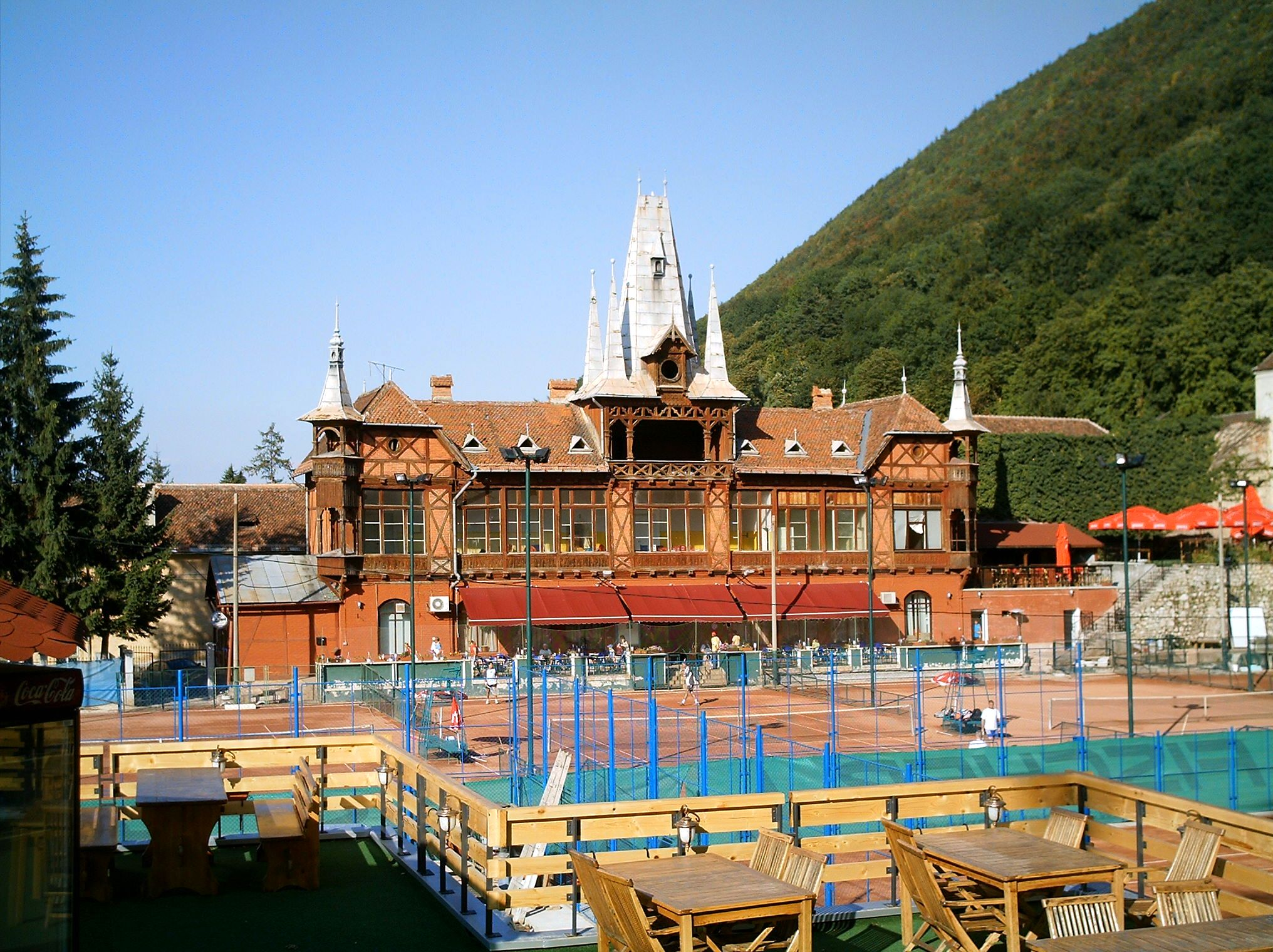
Impianti sportivi
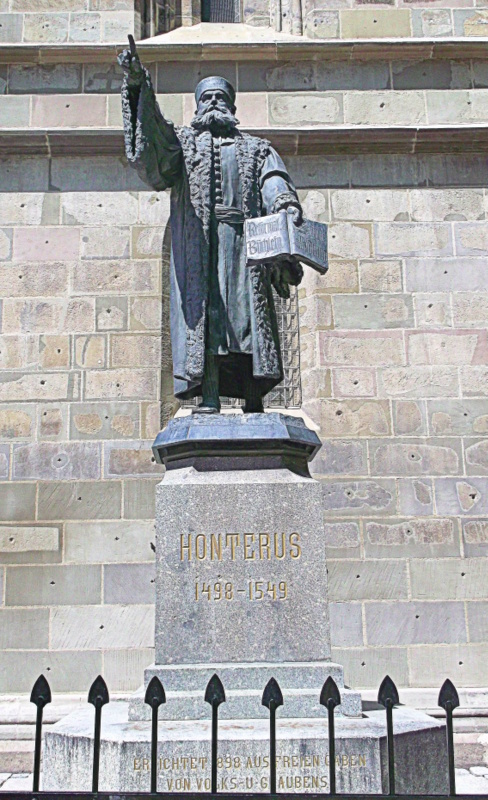
Johanes Honterus